# Adam Piliński
Adam Piliński, né le 22 novembre 1810 à Maciejowice et mort le 23 janvier 1887 dans le 5e arrondissement de Paris est un graveur polonais.

## Biographie
Fils de Jean et de Anna Zagorska, il est élève à l'institut de Pulawy, sous la protection de la princesse Czartoryska. Le prince Adam Kazimierz Czartoryski le fait admettre en 1828 à l'académie des beaux-arts de Varsovie.
En 1832, après l'échec de l'insurrection de 1830, il se réfugie en France. Après un court séjour à Marseille où il apprend la lithographie, il part pour Clermont-Ferrand, il devient alors dessinateur pour un géomètre. Le 11 juillet 1836, à Clermont-Ferrand, il épouse Agnès Clémence Michel.
Peu après son mariage,  recommandé par la princesse Adélaïde rencontrée à Randan grâce à l'intervention d'Henri Lecoq et de M. Brosson (administrateur de l'établissement thermal de Vichy), il obtient un poste de graveur au Musée de l'Histoire de France du château de Versailles. De retour à Clermont-Ferrand en 1844, il crée une lithographie artistique et commerciale. Il a alors l'idée d'orner de copies d’œuvres anciennes les cahiers destinés aux études classiques, ce qui requiert de développer une technique d'impression pour laquelle il retourne à Paris en 1853.

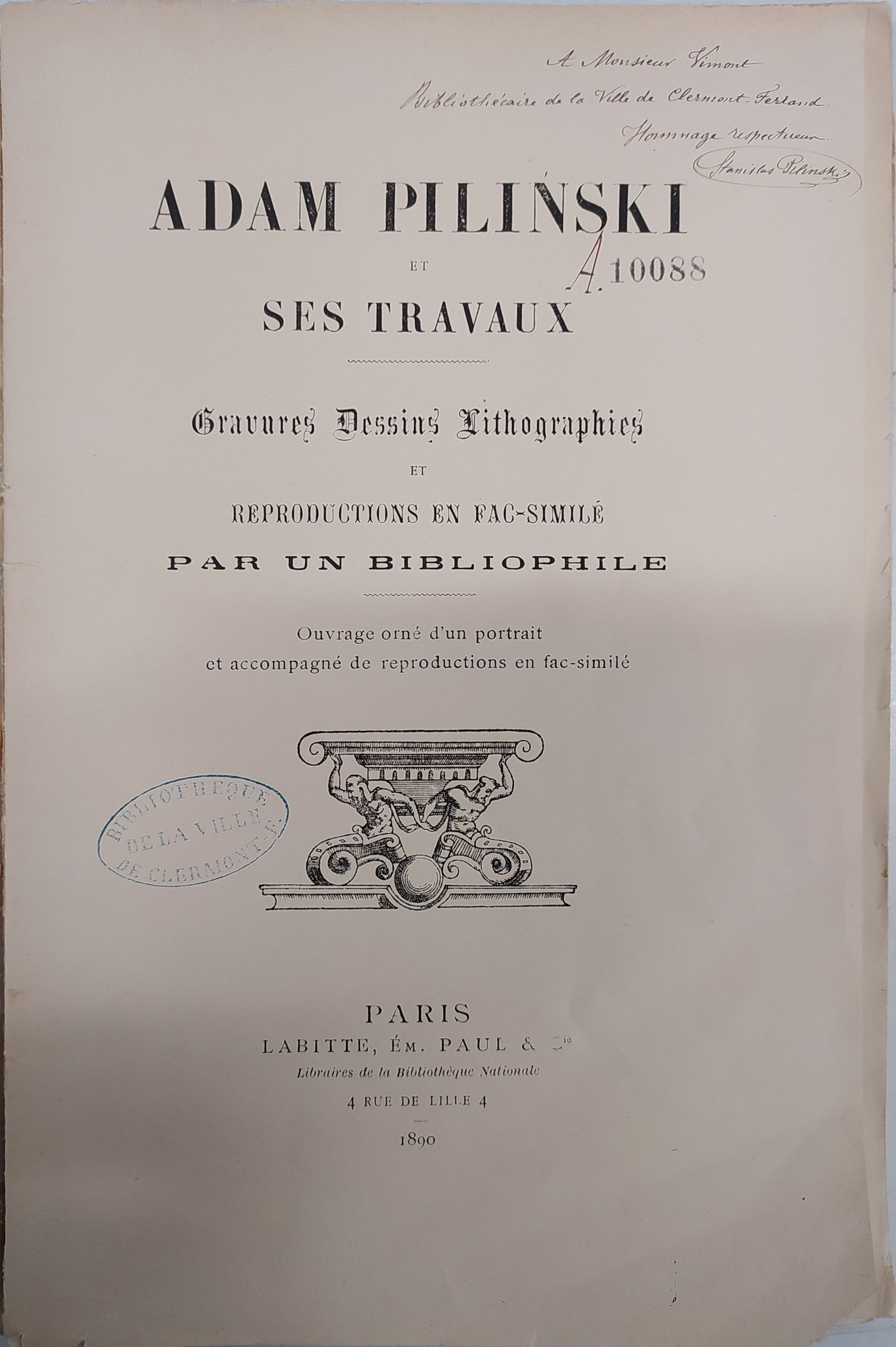
Dédicace de Stanilas Piliński, fils d'Adam, à Édouard Vimont, bibliothécaire à Clermont-Ferrand.

Il se retrouve là au service de Charles Capé, encouragé par les satisfactions du duc d'Aumale, d'Ambroise Firmin Didot, ou de Joseph Techener. Il complète les livres incomplets pour ses clients bibliophiles. Il exécute entre autres les copies des planches du Songe de Poliphile, des études de chevaux de Léonard de Vinci, ou le Credo de Joinville, des gravures sur cuivre ou acier, dessin à la plume ou au crayon, reproductions en fac-similé, et autres dessins à l'encre de Chine. Il reproduit aussi des fac-similés pour l’École des Chartes grâce à cette technique nommée "procédé Pilinski",, ou homéographie.

« Monsieur Pilinski, réfugié polonais, est le prince de la restauration des livres. C'est le contrefacteur transfiguré par l'artiste »

— Henri Trianon, Carnet d'un curieux, dans L'Univers illustré, 26 mars 1870.
Sa femme meurt le 18 novembre 1883. Son fils Stanislas est lui aussi lithographe. Sa fille Anne-Julie Marcelline meurt le 18 janvier 1887. Adam Piliński meurt cinq jours plus tard, dans sa maison située rue de l'Hôpital, à l'âge de 76 ans.

## Distinctions
- Médaille d'argent à l'Exposition industrielle et artistique de Clermont-Ferrand de 1863[9].
- Médaille d'argent à l'Exposition universelle de 1878[9].
- Médaille de bronze à l'exposition du Centre de la France, à Clermont-Ferrand, en 1880[9].